# Patuxai
De Patuxai in Vientiane, Laos, is een triomfboog waarvan de bouw begonnen is in het begin van de jaren 60 van de twintigste eeuw. 
De Patuxai is geïnspireerd op het model van de Arc de Triomphe in Parijs. De naam betekent ook letterlijk Boog (patu, pratu) triomf (xai, van het sanskriet woord jaya dat victorie betekent). 
De triomfboog is gebouwd met cement dat de Verenigde Staten gegeven had om een nieuwe luchthaven aan te leggen. De bijnaam in Vientiane is dan ook: de verticale startbaan. De Patuxai werd voltooid in 1969. Er is een trap die naar de bovenkant van het monument gaat. Het monument is 55 meter hoog, 5 meter hoger dan de Arc de Triomphe.